# Cantone di Ploudalmézeau
Il Cantone di Ploudalmézeau era una divisione amministrativa dell'arrondissement di Brest.
A seguito della riforma approvata con decreto del 13 febbraio 2014, che ha avuto attuazione dopo le elezioni dipartimentali del 2015, è stato soppresso.

## Composizione
Comprendeva i comuni di:
- Brélès
- Lampaul-Ploudalmézeau
- Landunvez
- Lanildut
- Ploudalmézeau
- Plouguin
- Plourin
- Porspoder
- Saint-Pabu
- Tréouergat